# Apistogramma parva
Apistogramma parva és una espècie de peix de la família dels cíclids i de l'ordre dels perciformes que habita a la conca del riu Amazones (des del Perú fins al Brasil).
Els mascles poden assolir els 4,2 cm de longitud total.